# أوج بايليك

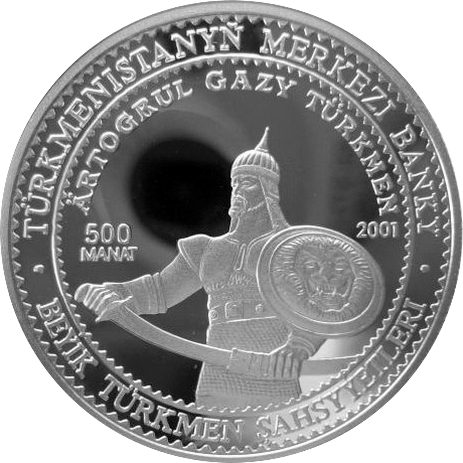
صورة أول محافظ حدود عثماني «أوج باي»، «أرطغرل غازي»، مسكوكة على عُملة حديثة من تركمانستان.

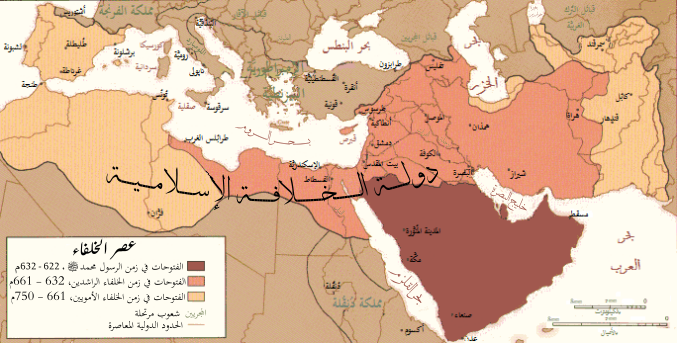
المناطق الحدودية في شرق الأناضول في العصور الوسطى المبكرة

خريطة لآسيا الصغرى البيزنطية وحدود الحروب الإسلامية البيزنطية في بدايات القرن الثامن الميلادي.

«إمارة الحدود» (بالتركية العثمانية: اوج بگلیکی)‏ (بالتركية: Uç beyliği)‏ مصطلح عثماني تركي قديم كان يُطلق في العصور الوسطى المبكرة على المناطق الحدودية المسلمة المتاخمة للحدود بين العالم الإسلامي والمسيحيين في العصور الوسطى. كانت الأجزاء المقابلة على الجانب المسيحي تسمى باليونانية «أكرون» (باليونانية: άκρον)‏ ومعناها: «النهاية»، وكان المدافعون عن أراضيهم في المناطق الحدودية البيزنطية يُسمَون: «أكريتاي» (باليونانية: ακρίται)‏ ومعناها: «الحدوديون» وكان يتم تجنيدهم من المرتزقة الأرمن والبيزنطيين وكانوا من السكان المحليين والميليشيات والقوات النظامية، أما من ناحية المسلمين فكان المحارب المسلم يُسمَّى: «غازى» لكونه يجاهد في سبيل الله.
من أشهر «محافظي الحدود» (بالتركية: Uçbeyi)‏: «أرطغرل» غازي (أوج باي) ابن سليمان شاه، ثم ابنه السلطان عثمان الأول مؤسس الدولة العثمانية بعد سقوط الدولة السلجوقية، حيث كانت قبيلتهم «قبيلة قايى» واقعة على الحدود بين دولة السلاجقة المسلمين والإمبراطورية البيزنطية المسيحية.

## التسمية
كلمة «أوج»(بالتركية: Uç)‏ وهي تُنطق «أوتش» ومعناها: «حَافَة» أو «حَافَات» أو «نقطة طرف النهاية» أو «طرف كل شيء» أو «حدود»، وهي مختلفة عن «أوتش» (بالتركية: Üç)‏ بمعنى «رقم ثلاثة»: لاحظ اختلاف النطق التركي لحرفي: "U" و "Ü".
- كلمة: «باي bey» معناها: أمير، سَيِّد، رئيس، أمير صغير، بك، رئيس، عظيم، أو قوي.
- اللاحقة: «ليك lik» في نهاية "bey" فتضيف معني: «مكان» أو «منطقة» الإمارة والسيادة والرئاسة.
- فتكون «بايلك beylik» معناها: إمارة، بكوية، سيادة، بكِّيَّة، آمرية، إمارة، أو ولاية.
- والمراد هو: «محافظ حدود»، «أمير منطقة الحدود» أو «أمير التخوم».

## تاريخ المناطق الحدودية

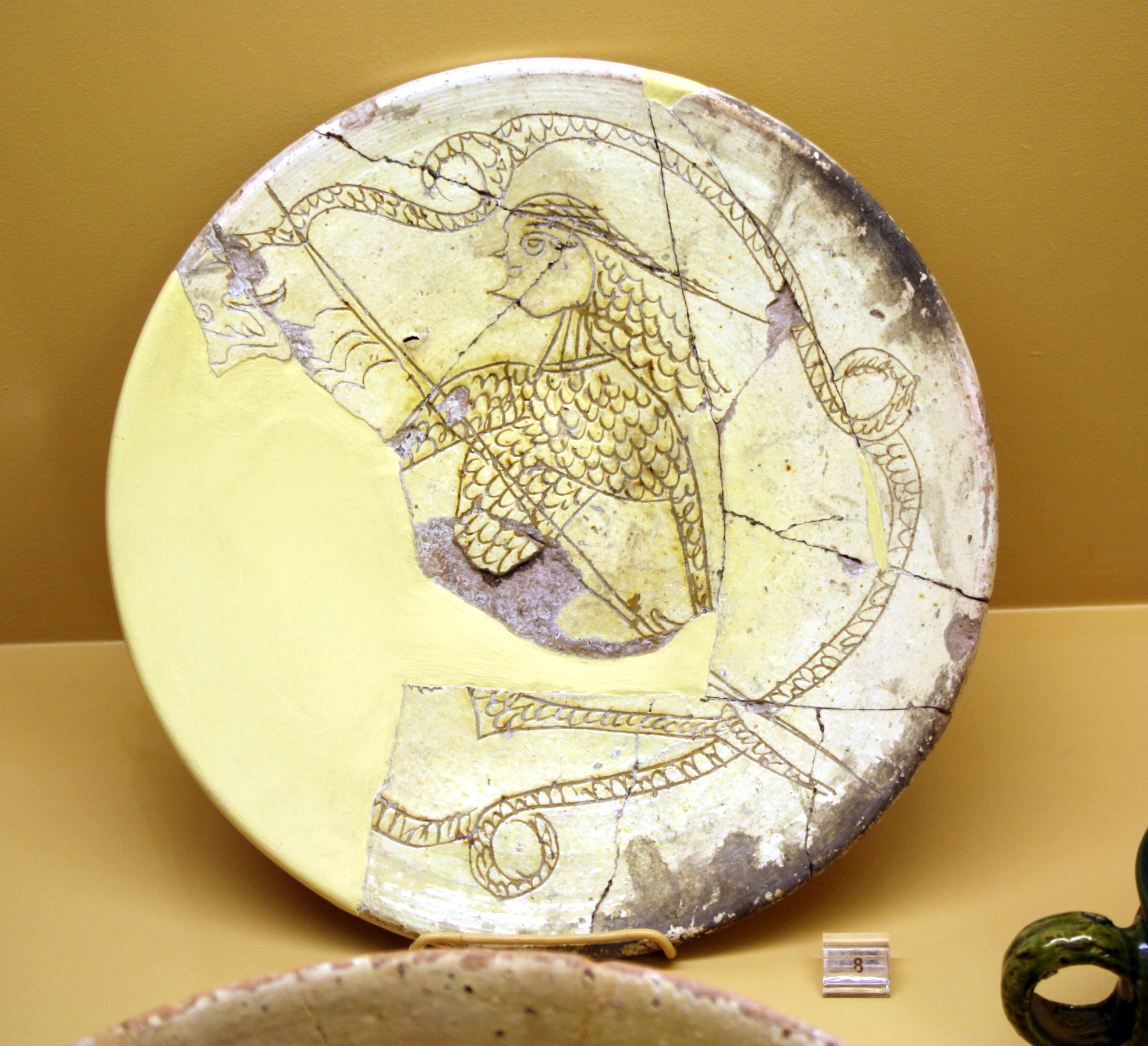
أكريتاس والتنين، في صحن بيزنطي من القرن الثاني عشر.

### العصور الوسطى المبكرةوالملاحم الأسطورية
مع انتشار الإسلام في العصور الوسطى المبكرة، أصبحت منطقة الأناضول الشرقية أهم منطقة حدودية بين العالمين المسيحي والإسلامي. كانت هناك عمليات تعبئة عامة دائمة ونقل لسكان هذه المنطقة باستمرار لصد أي هجوم محتمل من الطرف الآخر أو لمهاجمة أراضي العدو، لذلك طورت المناطق الحدودية نمط حياة خاص جدًا.
ألهمت أنماط الحياة تلك السكان المحليين ملاحم بطولية مختلفة (الملحمة: قصة شعرية طويلة مليئة بالأحداث غالباً ما تقص حكايات شعب من الشعوب في بداية تاريخه وتقص عن تحرك جماعات بأكملها وبنائها للأمة والمجتمع) وأججت الشعراء والمنشدين والأساطير والأهازيج الشعبية بهدف وصف الانتصارات وتمجيدها. أكثر الأمثلة المعروفة على مثل هذه الأعمال:
- عند المسلمين: ملحمة «سيد بطَّال غازي» (بالتركية: Seyyid Battal Gazi)‏ (توفي عام 740م الموافق 122هـ) ويسمونه أيضا «بطَّال غازي» (بالتركية: Battal Gazi)‏ المحارب المقيم بالأناضول والمجاهد المسلم في الحروب الإسلامية البيزنطي وكان أساسًا بمدينة بملاطية، حيث كان والده حسين غازي هو الحاكم، [4] استنادًا إلى مآثر الحياة العسكرية لجيش الدولة الأموية في القرن الثامن.
- عند البيزنطيين: ملحمة «ديجينيس أكريتاس» (Digenis Akritas) الشعرية البيزنطية الأسطورية البطولية التي تصور «باسيليوس» الذي كان ابن أمير مسلم ونبيلة مسيحية كأحد حماة حدود الإمبراطورية البيزنطية.

أما بالنسبة للأشخاص الذين كانوا يعيشون في المناطق الحدودية، فكانت العادات مثل تغيير جوانب الولاء واختطاف نساء الجانب الآخر وفداء الأسرى شائعة في ثقافاتهم.

### التدفق التركماني الأول إلى الأناضول مع الفتح السلجوقي
بعد أن دخل التركمان الأناضول قادمين من آسيا الوسطى، وبخاصة بعد معركة ملاذكرد في عام 1071م، تم حماية حدود المسلمين مع الإمبراطورية البيزنطية بواسطة البدو التركمان.
ومن بعد حوالي عام 1081م فصاعدًا، أصبحت ولايات سلاجقة الروم في الأناضول جزءًا من الدولة السلجوقية الكبرى.

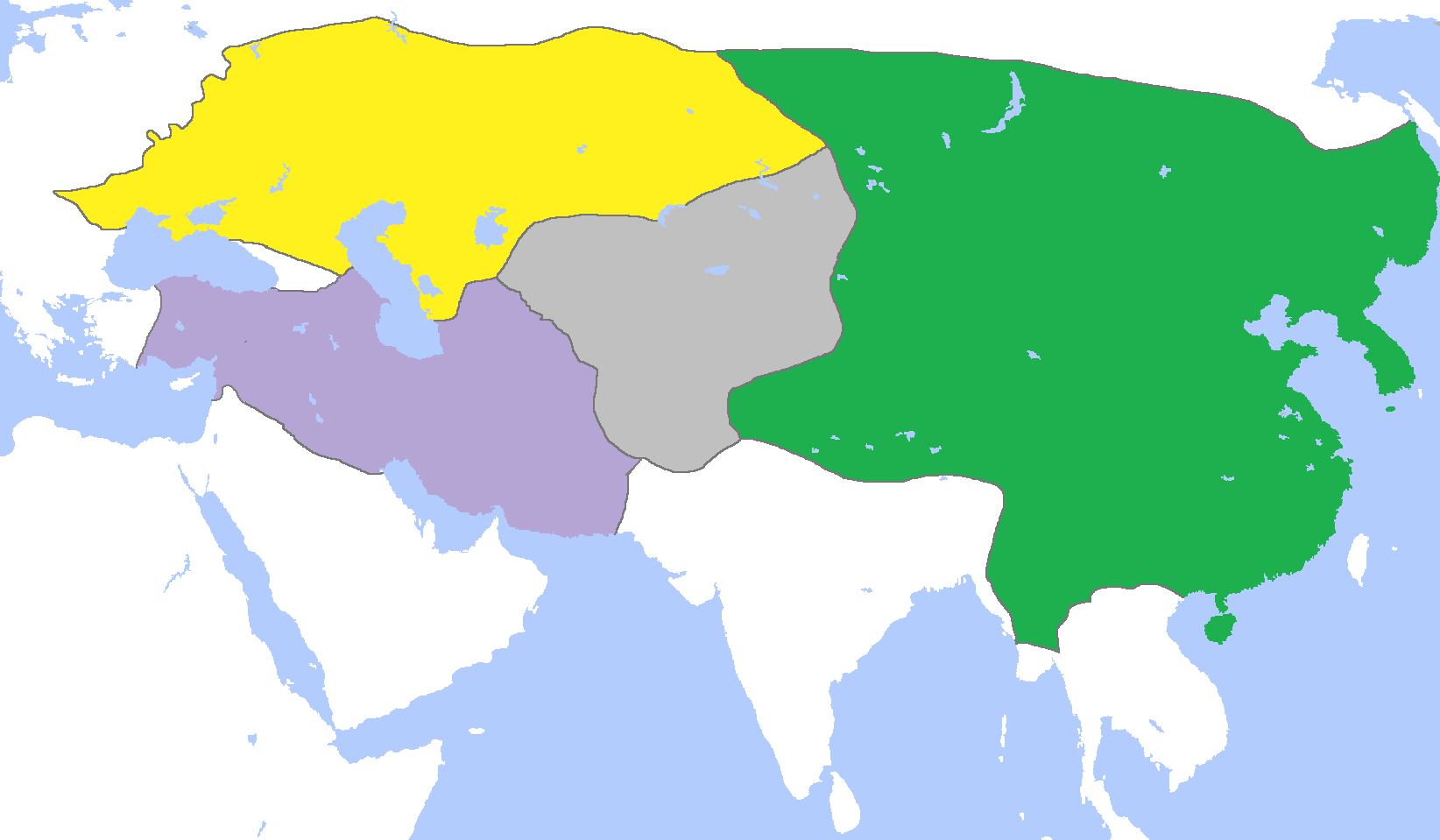
الدُول التي تكوَّنت منها إمبراطوريَّة المغول، منها الدولة الإلخانية أو إلخانيَّة فارس (البنفسجيَّة) التي تمددت إلى الغرب وتدفق معها التركمان إلى الحدود البيزنطية.

### التدفق التركماني الثاني إلى الأناضول مع الغزو المغولي
تقدم الإلخانيون (دَولَةُ مَغُولِ فَارِسَ) إلى الغرب خلال الغزو المغولي في القرن الثالث عشر، وصار معهم التدفق التركماني الثاني في الأناضول وزاد عدد التركمان الذين يعيشون على الحدود البيزنطية.
وصف المؤرخ البيزنطي «أكروبوليتس» (Akropolites) البدو الأتراك الذين يعيشون في المناطق الحدودية في كتابه عام 1250م قائلاً: «الناس الذين يعيشون على حافة الأراضي التركية، مليئين بالكراهية ضد البيزنطيين، تفاخروا بنهبهم وبالاحتفال بالغنائم».
عندما بدأت الدولة السلجوقية الأناضولية تخبو تدريجياً من منتصف القرن الثالث عشر تحت وطأة هجمات المغول الإيلخانيين، بدأ المغول بتشجيع الأمراء على إعلان استقلاليتهم عن سلطان السلاجقة في المناطق الحدودية، وتبع ذلك سقوط قونية عاصمة السلاجقة. زادت قوة أمراء الحدود في المناطق الحدودية كما زادت سلطتهم السياسية، ودعموا المغول.
كان زعماء هذه القبائل قد أسسوا إمارات صغيرة تتبع سلطان الدولة السلجوقية في هيكل إداري مستقل نسبياً يسمى «باي ليك» (بالتركية: beylik)‏، على حدود الإمبراطورية البيزنطية.
تم تقسيم المناطق الحدودية الغربية للدولة السلجوقية إلى ثلاث مناطق:
1. منطقة البحر الأسود.
2. ومنطقة البحر الأبيض المتوسط.
3. والمنطقة الغربية.

في القرن 13، أصبحت دنيزلي (وكان اسمها: طونوزلو Ṭoñuzlu)، وقره حصار، وقسطموني وأماصيا مراكز مأهولة بالسكان من المجتمع التركي المسلم التقليدي.
أما الأجزاء الخارجية من المنطقة الحدودية، فكانت تحت سيطرة المحاربين التركمان المنتجعين صيفا وشتاءً (بالتركية: konargöçer)‏ ذوي الارتحال الموسمي للماشية بحثا عن الكلأ، وكان اسمهم «أتراك أوج» أي «أتراك الحدود» (بالتركية: Uç Türkler)‏.

## محافظ الحدود

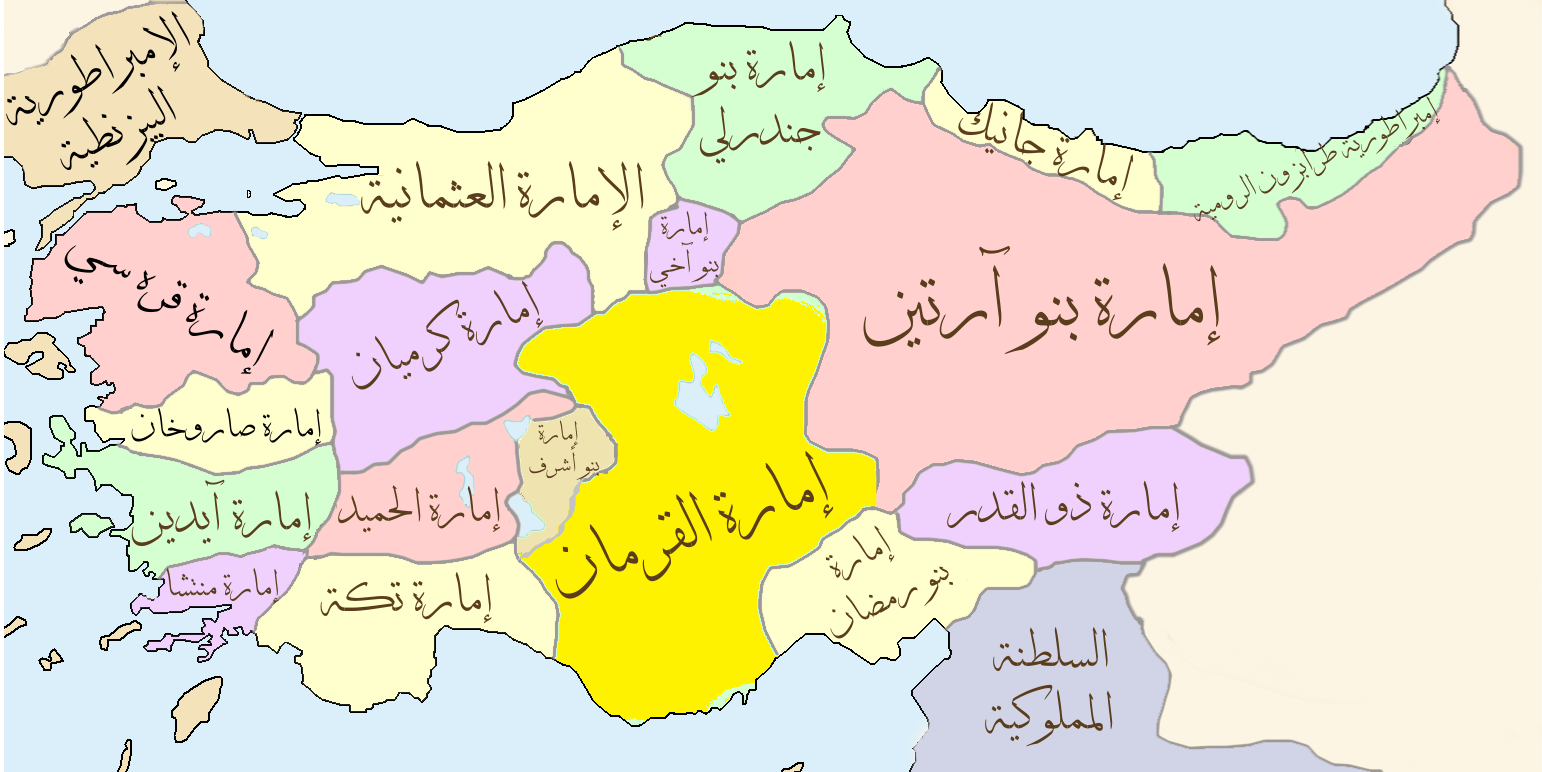
خارطة الإمارات التُركمانيَّة بالأناضول أواخر القرن الثالث عشر وأوائل القرن الرابع عشر الميلاديين. تظهر إمارة العثمانيين في شمال شرق الأناضول عند الجزء الشرقي من إسطنبول حالياً، وتشمل بورصة ومناطق أخرى.
كانت إمارة العثمانيين في هذا القرن هي الإمارة الحدودية الوحيدة.

استُخدم لقب «محافظ الحدود» (بالتركية: Uç beyi)‏ للقادة الذين كانوا يقاتلون ضد الإمبراطورية البيزنطية المسيحية خارج حدود الدولة الإسلامية.
حصل عثمان غازي على منصب «أمير حدود» (أوج باي) من السلطان السلجوقي غياث الدين مسعود عام في عام 1288م وذلك من خلال سيادته «لإمارة العثمانيين» التي ورثها عن والده المجاهد «أرطغرل غازي». وبعد سقوط دولة السلاجقة أعلن عثمان غازي استقلال هيكل دولته، الدولة العثمانية، عام 1299م.
كان لثقافة «الجهاد والغزو في سبيل الله» المُعَبَّر عنها بلقب «غازي» (بالتركية: Gazi)‏ وأيديولوجية «محافظ الحدود»، دورًا مهمًا للغاية في توسع فتوحات الدولة العثمانية المبكرة باتجاه الروملي (أراضي الدولة العثمانية في أوروبا). وكان لنظام «محافظ الحدود» دور كبير في فتوحات الروملي بشكل خاص.
من أكثر «محافظي الحدود» شهرة:

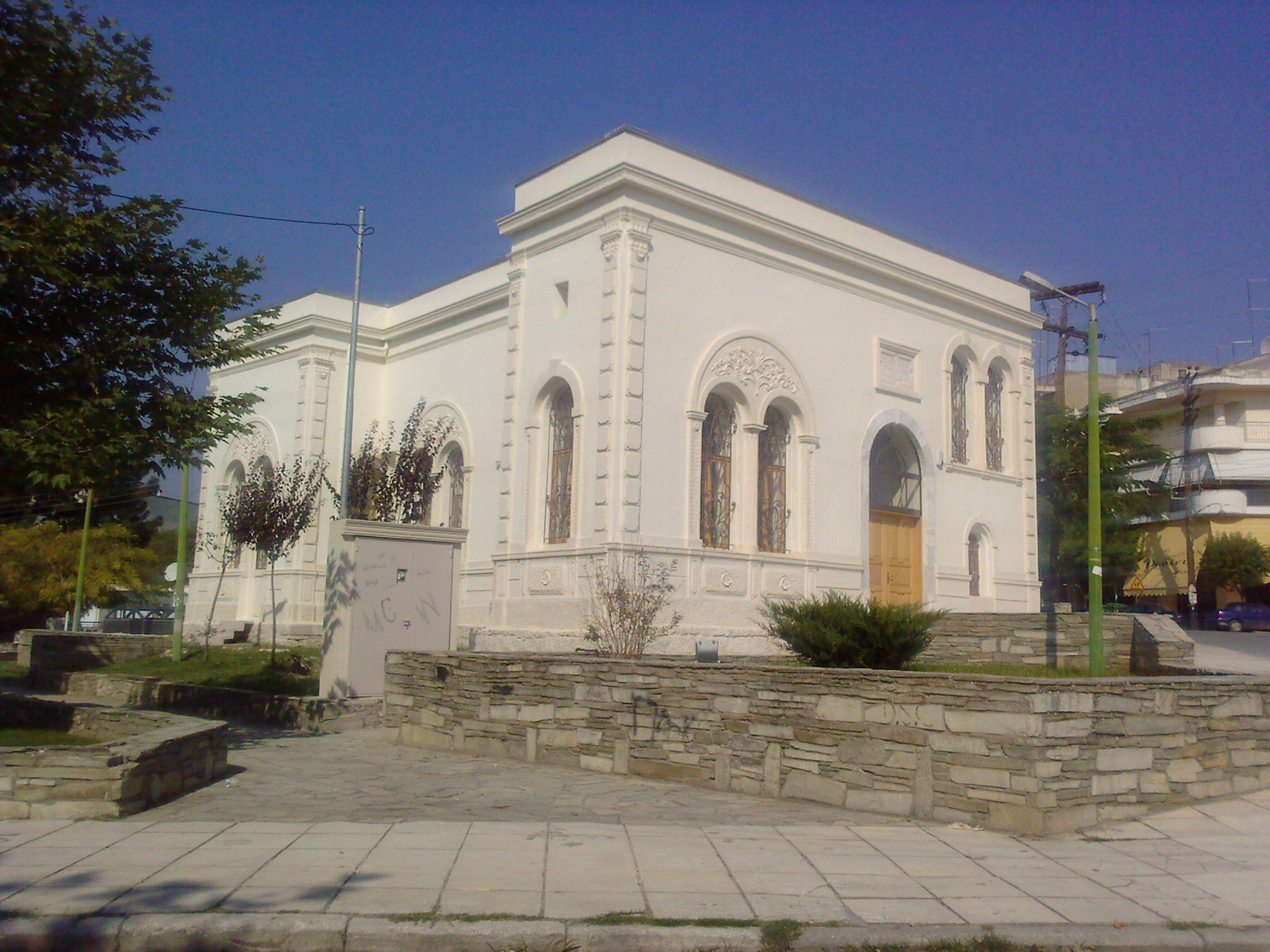
قبر "أمير الحدود" الشهير "الغازي إڤرينوس بك" (1288-1417م) فاتح تراقيا ومقدونيا.

- أوج باي «أرطغرل غازي» (بالتركية: Ertuğrul Gazi)‏، أول «أمير حدود» عثماني، عمل تحت الدولة السلجوقية.
- أوج باي «غازي إڤرينوس بك» (بالتركية: Gazi Evrenos Bey)‏ أو «الحاج إڤرينوس» (1288-1417م) (بالتركية: Hacı Evrenos)‏ فاتح تراقيا ومقدونيا، وقد ظهرت شهرته وطال عمره حتى أنه خدم تحت الكثير من بني عثمان: سليمان باشا بن أورخان الذي لعب دورا رئيسيا في التوسع العثماني المبكر في منطقة تراقيا خلال عقد 1350م، والسلطان مراد الأول، والسلطان بايزيد الأول، والأمير سليمان جلبي، والسلطان محمد الأول.
- أوج باي «باشا يغيت بك» (بالتركية: Paşayiğit)‏ فاتح إسكوبية عاصمة جمهورية مقدونيا وأكبر مدنها عام 1392م وأحد قادة معركة كوسوفو، وكان أول «أمير حدود» (Uç beği) لسنجق إسكوبية.
- أوج باي «طرخان بك» (بالتركية: Turahan Bey)‏ فاتح ثيساليا، أحد أعظم «أمراء الحدود» العثمانيين في البلقان، وهو ابن «باشا يغيت بك».[1]

كان «أمراء الحدود» قادة وحدات قتالية وكان لديهم درجة معينة من الاستقلالية عن السلاطين العثمانيين، وكانت سلطاتهم قوية بما فيه الكفاية لبناء سلالاتهم الحاكمة الخاصة.
كان القاسم المشترك بين «أمراء الحدود» ولائهم الشديد وأنهم كانوا دائمًا مخلصين للعثمانيين. حتى في فترة فراغ الحكم المعروفة باسم «عهد الفترة» الذي سببه تيمورلنك بانتصاره على السلطان بايزيد الأول وموت السلطان في الأسر ولم يخلفه سلطان عثماني يوحد البلاد لعدة سنوات، فإن «أمراء الحدود» لم يبذلوا أي جهد لاستقلال حقيقي.
على الرغم من أن المناطق التي فتحها «أمراء الحدود» كانت معترف بها رسميًا من قبل السلطان العثماني في الفترة المبكرة للإمبراطورية العثمانية، إلا أن هذه الأراضي تحولت لاحقًا إلى أوقاف يحكمها أبناء «أمراء الحدود» الذين فتحوا تلك البلاد.
شارك أوج باي «عيسى إڤرينوس أوغلو» (بالتركية: Evrenosoğlu)‏ ابن أوج باي «غازي إڤرينوس بك» في معركة ڤارنا عام 1444م تحت قيادة السلطان مراد الثاني، وتموضع على يمين ميمنة الجيش العثماني. 